# Jimmy Neighbour
Edward James ´´Jimmy´´ Neighbour (Chingford, 15 de novembro de 1950 – Buckhurst Hill, 11 de abril de 2009) foi um futebolista inglês (lateral-direito).
Estreou nos profissionais em 24 de outubro de 1970 na vitória por 3x0 sobre o Stoke City.Em 1971 venceu a Football League Cup
Em 1976 foi para o Norwich City por 75 mil libras.
Em setembro de 1979 foi para o West Ham United por 150 mil libras.Em 1983 foi emprestado ao Bournemouth
Depois de aposentar tornou-se treinador do Einfield sendo campeão da FA Trophy em 1988,no West Ham foi agente de desenvolvimento da juventude antes de ser manager no Doncaster Rovers.De 1996 a 1998 foi gerente no St Albans City.
Em julho de 2000 foi treinador do sub 17 do Totteham Hotspurs levando-os ao grupo A da FA em sua segunda temporada,deixando o clube em julho de 2005 após ter treinado o sub 16 no ano anterior.
Ele estava se recuperando de uma cirurgia no quadril quando sofreu um ataque cardíaco em um hospital privado.

## Carreira
- 1966-1976 Totteham Hotspurs 156 (11)
- 1976-1979 Norwich City 106 (5)
- 1979 Seatle Sounders 21 (1)
- 1979-1983 West Ham United 97 (6)
- 1983 Bournemourth 6 (0)
  - Total:         386 (23) Média: 0,059